# 烏山藩
烏山藩（日语：／ Karasuyama-han */?）是位於日本下野國那須郡烏山（現栃木縣那須烏山市城山）的藩，創建於天正19年（1591年），明治4年7月14日（1871年8月29日）廢藩置縣。藩高峰期的石高是50,000石，實高根據《藩制一覧》記載為40,761石左右，《舊高舊領取調帳》記載在下野國是27,704石左右，那須郡佔約23,630石，芳賀郡則是約4,073石，藩廳是烏山城，藩校是享保11年（1726年）9月創立的學問所，人口是5,957戶26,257人，享保11年時城下町的人口則是325戶2,087人。

## 歷史
天正19年（1591年），武藏國忍城城主成田氏長以20,000石入主烏山，在關原之戰時由於阻撓上杉景勝有功，獲加增17,000石，其中10,000石推測是飛地上三川（現栃木縣河內郡上三川町上三川）。元和2年12月18日（1617年1月25日），第二任藩主成田泰親死去，雖然其長子成田重長在慶長8年（1603年）已經死去，但是有一子房長，不過礙於房長年紀尚幼，加上泰親次子成田泰之也尚未成年，引發由誰繼承的爭論，最終在減封至10,000石後，由泰之繼位。元和8年11月7日（1622年12月9日），泰之在無嗣子的情況下死去，家中也就繼承人問題分為兩派，分別支持泰之之弟泰直和房長繼位，最終卻因此遭到改易。
元和9年3月15日（1623年4月14日），松下重綱從常陸小張以20,800石入主烏山。寬永4年3月14日（1627年4月29日），他轉封至陸奧二本松，《烏山町史》指這是由於其岳父加藤嘉明在同時期就任陸奧會津藩主所致。在烏山任內的寬永年間，重綱收回領內大量的除地，根據延寶7年（1679年）的寺社改帳記載，在經歷50年後，領內41座佛寺中仍然僅6處為除地，26座社堂中則僅5處為除地。取而代之，堀親良從下野真岡以25,000石入主烏山。寬永14年9月8日（1637年10月25日），親良嫡子堀親昌繼位，根據親良的遺言，25,000石領地中20,000石由親昌繼承，3,000石由次子親智繼承，2,000石由三子親泰繼承，親良之女阿龜和阿千則以九石村（現栃木縣芳賀郡茂木町九石）為化妝田，各100石，由親昌派代官來管理。寬永17年（1640年），親昌在烏山城增建追手門和神長門，在萬治2年（1659年）又興建了三之丸。
寬文12年閏6月1日（1672年7月24日），親昌轉封至信濃飯田。取而代之，老中板倉重矩從三河中島以50,000石入主烏山，他隨即廢除家臣的地方知行，又實施村請制度。寬文13年7月8日（1673年8月19日），重矩之子板倉重種繼位，他在延寶3年（1675年）2月實行宗門改。延寶9年2月25日（1681年4月13日），重種轉封至武藏岩槻。取而代之，那須資彌從下野福原以20,000石入主烏山。貞享4年8月25日（1687年10月1日），資彌養子那須資德（陸奧弘前藩主津輕信政之子）繼位，不過在同年10月14日（11月18日）便由於繼承人問題而被改易。
貞享4年10月21日（11月25日），奏者番永井直敬從河內國、山城國和攝津國，以30,000石入主烏山，元祿15年9月1日（1702年10月21日）轉封至播磨赤穗。同年9月28日（11月17日），稻垣重富從上總大多喜，以25,000石入主烏山，烏山城在交接期間由代官比企長佐衛門負責管理。同年12月1日（1703年1月17日），重富獲加增河內國大縣郡、安宿部郡、志紀郡和丹北郡，總共5,000石。寶永6年（1709年），烏山藩領15村的代表就畑方永納問題前往江戶藩邸控訴不果，便改為向前老中大久保忠朝直訴，最終16人被捕入獄，5人在獄中死去。翌年以及正德2年（1712年）10月，15村就同一問題兩度向巡見使控訴。
享保10年10月18日（1725年11月22日），第二任藩主稻垣昭賢轉封至志摩鳥羽。同日，大久保常春從近江國以20,000石入主烏山。享保13年5月7日（1728年6月14日），常春就任為老中，同時獲加增相模國鎌倉郡、高座郡、大住郡和愛甲郡，總共10,000石，並且在愛甲郡厚木村（現神奈川縣厚木市厚木町）設置代官役所。文化2年5月5日（1805年6月2日），大久保忠喜養子大久保忠成（肥前島原藩主松平忠恕三子）繼位。文政8年（1825年）9月，烏山藩實施由家老若林昌恭主導的嚴法，三年間不管身分地位，僅按人數來分發稻米，天保4年（1833年）7月再次實施為期五年的嚴法，8月時卻遇上失收，最終導致在同年11月17日（12月27日）於城下町爆發打毀。天保7年11月2日（1836年12月9日），為了救濟困窮的領民以及改善財政，家老菅谷八郎右衛門在拜訪二宮尊德後決定實施報德仕法，然而在不久後便由於引起不滿而中止，其後多次重啟後又中止。
天保13年12月25日（1843年1月25日），烏山藩領鎌倉郡笛田村（現神奈川縣鎌倉市鎌倉山的一部分和笛田）、片瀨村（現神奈川縣藤澤市片瀨山的一部分、片瀨海岸、片瀨和片瀨目白山）、腰越村（現鎌倉市腰越、西鎌倉、七里濱東、津西和七里濱各一部分）和津村（現鎌倉市腰越、西鎌倉、稻村崎、七里濱東、津西、七里濱和鎌倉山各一部分）由於海防問題而被江戶幕府收回，改為拜領芳賀郡芳志戶村（金井地區，現芳賀郡芳賀町芳志戶）、大谷高根澤村（現芳賀町下高根澤內）、鐺山村（現栃木縣宇都宮市鐺山町和清原工業團地）和刈生田村（現栃木縣芳賀郡市貝町刈生田）。嘉永5年（1852年），下總國豐田郡原宿村（現茨城縣常總市原宿）劃入烏山藩領，根據收錄於《草間常四郎文書》內安政2年（1855年）的《村書上》記載，除了原本的藩領外，尚有豐田郡箕輪村（現常總市箕輪町）和下總國相馬郡菅生村（現常總市菅生町）。元治元年（1864年）4月，烏山藩在天狗黨之亂爆發時奉命在日光東照宮戒備，以防天狗黨登上日光山。
戊辰戰爭爆發後，烏山藩在慶應4年3月9日（1868年4月1日）與下野宇都宮藩一同舉兵，作為朝廷方作戰。同年4月19日（5月11日），宇都宮城之戰爆發，秋月登之助和土方歲三率領的舊幕府軍進攻宇都宮城時，身處平松村的烏山藩兵在聽到其砲聲便落荒而逃，後被世人以歌譏諷，「打仗的話靠烏山，不殺敵又不受傷」（いくさするなら烏山たのめ、敵も殺さずけがもせず）。進攻白河城時，烏山藩兵則與下野黑羽藩、大田原藩和佐野藩等一同負責補給。7月25日（9月11日），烏山藩兵開始在越堀宿一帶掃蕩舊幕府軍。8月21日（10月6日），烏山藩奉東征大總督府參謀鷲尾隆聚之命與武藏川越藩一同在白河方面戒備，並且在8月29日（10月14日）於赤井宿架設小屋，希望能夠讓原宿和勢至堂宿附近的居民歸順。明治元年9月2日（1868年10月17日），烏山藩抵達白河接替武藏忍藩駐守當地。在攻佔會津若松城後，烏山藩雖然一度也解除武裝，但是在9月8日（10月23日）便與上野館林藩奉命接替尾張藩、肥前佐賀藩、忍藩和川越藩駐守三代宿和原宿。其後，烏山藩又再次返回白河，在11月時則奉命駐守於南倉澤和音金。12月29日（1869年2月10日），烏山藩兵重返烏山。戰後長年行軍的烏山藩沒有得到任何獎賞。明治4年7月14日（1871年8月29日），廢藩置縣。

## 歷任藩主
| 大名家   | 家格      | 藩主       | 石高                | 藩領 |
| -------- | --------- | ---------- | ------------------- | --- |
| 成田家   | 外樣 城持 | 成田氏長   | 37,000石            | 下野國那須郡和河內郡 |
| 成田家   | 外樣 城持 | 成田泰親   | 37,000石            | 下野國那須郡和河內郡 |
| 成田家   | 外樣 城持 | 成田泰之   | 10,000石            | 下野國那須郡和河內郡 |
| 松下家   | 外樣 城持 | 松下重綱   | 20,800石            | 下野國那須郡 |
| 堀家     | 外樣 城持 | 堀親良     | 25,000石            | 下野國那須郡和芳賀郡 |
| 堀家     | 外樣 城持 | 堀親昌     | 20,000石            | 下野國那須郡和芳賀郡 |
| 板倉家   | 譜代 城持 | 板倉重矩   | 50,000石            | 下野國那須郡 山城國久世郡、相樂郡和綴喜郡 攝津國住吉郡、西成郡、河邊郡和豐嶋郡 三河國額田郡、幡豆郡和碧海郡 上總國山邊郡和埴生郡 |
| 板倉家   | 譜代 城持 | 板倉重種   | 50,000石            | 下野國那須郡 山城國久世郡、相樂郡和綴喜郡 攝津國住吉郡、西成郡、河邊郡和豐嶋郡 三河國額田郡、幡豆郡和碧海郡 上總國山邊郡和埴生郡 |
| 那須家   | 外樣 城持 | 那須資彌   | 20,000石            | 下野國那須郡 |
| 那須家   | 外樣 城持 | 那須資德   | 20,000石            | 下野國那須郡 |
| 永井家   | 譜代 城持 | 永井直敬   | 25,000石            | 下野國那須郡 |
| 稻垣家   | 譜代 城持 | 稻垣重富   | 25,000石 ↓ 30,000石 | 下野國那須郡 ↓ 下野國那須郡 河內國大縣郡、安宿部郡、志紀郡和丹北郡                                                               |
| 稻垣家   | 譜代 城持 | 稻垣昭賢   | 30,000石            | 下野國那須郡 河內國大縣郡、安宿部郡、志紀郡和丹北郡                                                                              |
| 大久保家 | 譜代 城持 | 大久保常春 | 20,000石↓ 30,000石  | 下野國那須郡和芳賀郡↓ 下野國那須郡和芳賀郡 相模國鎌倉郡、高座郡、大住郡和愛甲郡                                                  |
| 大久保家 | 譜代 城持 | 大久保忠胤 | 30,000石            | 下野國那須郡和芳賀郡 相模國鎌倉郡、高座郡、大住郡和愛甲郡                                                                        |
| 大久保家 | 譜代 城持 | 大久保忠卿 | 30,000石            | 下野國那須郡和芳賀郡 相模國鎌倉郡、高座郡、大住郡和愛甲郡                                                                        |
| 大久保家 | 譜代 城持 | 大久保忠喜 | 30,000石            | 下野國那須郡和芳賀郡 相模國鎌倉郡、高座郡、大住郡和愛甲郡                                                                        |
| 大久保家 | 譜代 城持 | 大久保忠成 | 30,000石            | 下野國那須郡和芳賀郡 相模國鎌倉郡、高座郡、大住郡和愛甲郡                                                                        |
| 大久保家 | 譜代 城持 | 大久保忠保 | 30,000石            | 下野國那須郡和芳賀郡 相模國鎌倉郡、高座郡、大住郡和愛甲郡                                                                        |
| 大久保家 | 譜代 城持 | 大久保忠美 | 30,000石            | 下野國那須郡和芳賀郡 相模國鎌倉郡、高座郡、大住郡和愛甲郡 下總國豐田郡和相馬郡                                                   |
| 大久保家 | 譜代 城持 | 大久保忠順 | 30,000石            | 下野國那須郡和芳賀郡 相模國鎌倉郡、高座郡、大住郡和愛甲郡 下總國豐田郡和相馬郡                                                   |

## 江戶藩邸
- 上屋敷
圖中「大久保佐渡守」處
- 下屋敷
圖中「大久保佐渡守」處

烏山藩的江戶藩邸分為上屋敷、中屋敷和下屋敷。根據《大武鑑》記載，堀家時期的屋敷位於數寄屋橋御門內，板倉家時期則位於龍之口（現東京都千代田區大手町一丁目）。在那須家時期，屋敷最初是位於神田明神下，後來是雉橋。在永井家時期，屋敷最初位於西之丸下（現千代田區皇居外苑的皇居前廣場一帶），後來是外櫻田（現千代田區霞關和日比谷公園一帶）。在稻垣家時期，上屋敷最初位於神田橋內，後來是距離大手26町（約2.84公里）的糀町八丁目（現千代田區麴町），中屋敷位於隆慶橋，下屋敷最初位於高田（現東京都豐島區雜司谷、目白各一部分和高田），後來是關口（現東京都文京區音羽一丁目、目白台一丁目關口各一部分）和深川海邊。
大久保家時期的上屋敷拜領於正德3年8月3日（1713年9月22日），位於西丸下，享保17年3月1日（1732年3月26日）轉移至下谷三味線堀（現東京都港區六本木1-5-1），中屋敷位於本所四目（現東京都墨田區江東橋三丁目內），下屋敷位於本所二之橋通（現墨田區清澄通）和市谷河田窪（現東京都新宿區若松町、市谷仲之町、住吉町各一部分和河田町），寶永5年6月11日（1708年7月28日）拜領位於白金村（現港區白金台、高輪各一部分和白金）的下屋敷，享保11年12月26日（1727年1月17日）轉移至濱町（現東京都中央區日本橋濱町二至三丁目），寬保元年（1741年）12月被收回。寬延年間（1748年至1751年）或以前，拜領位於小名木川的下屋敷，寶曆6年閏11月28日（1757年1月18日）相對替至巢鴨（現豐島區巢鴨和西巢鴨），文化13年2月7日（1816年3月5日）再相對替回至小名木川（現江東區扇橋二丁目）。

## 藩領
根據《舊高舊領取調帳》記載，烏山藩領如下，基於相給也有可能同時是皇室領、公家領、幕府領、其他藩領、旗本領或寺社領
、
| 令制國 | 郡     | 數目 | 藩領 |
| ------ | ------ | ---- | --- |
| 相模國 | 鎌倉郡 | 2村  | 柄澤村、田谷村 |
| 相模國 | 高座郡 | 13村 | 龜井野村、圓行村、大谷村、用田村、中野村、淵野邊村、上矢部村、矢部新田村、小山村、大島村、田名村、上溝村、下溝村 |
| 相模國 | 大住郡 | 7村  | 上岡田村、下岡田村、下谷村、下糟屋村、北矢名村、伯母樣村、栗原村 |
| 相模國 | 愛甲郡 | 10村 | 厚木村、溫水村、林村、飯山村、上荻野村、半原村、下川入村、半繩村、角田村、三增村 |
| 下總國 | 豐田郡 | 2村  | 原宿村、箕輪村 |
| 下總國 | 相馬郡 | 1村  | 菅生村 |
| 下野國 | 芳賀郡 | 13村 | 長田村、龜山村、鐺山村、下籠谷村、大瀨村、烏生田村、竹原村、生井村、刈生田村、竹內村、大谷高根澤村、芳志戶村、八木村（八ツ木村） |
| 下野國 | 那須郡 | 36村 | 大和久村、小倉村、上川井村、下川井村、中井上村、月次村、熊田村上鄉、熊田村、神長村、瀧村、野上村、向田村、宮原村、酒主村、瀧田村、八平村（八ヶ平村）、中山村、谷淺見村、小川村、大桶村、白久村、高岡村、谷田村、吉田村、三輪村、東戶田村、片平村、志鳥村、下境村、上境村、小原澤村、興野村 |